# Воскресенский, Пётр Герасимович
Пётр Герасимович Воскресенский (1793—1853) — действительный статский советник, доктор медицины.

## Биография
Сын коллежского советника. В 1801 году поступил в Казанскую гимназию и по окончании курса был произведён в студенты словесного факультета Казанского университета (1809). С 1810 года учился в Московском университете, где посещал лекции физико-математического и медицинского факультетов и в 1812 году был удостоен степени кандидата.
Во время нашествия французских войск на Москву, продолжил обучение в Казанском университете. Работал в университете в должности помощника прозектора (1813—1814). Защитив в Московском университете в 1815 году диссертацию «De modo respirationis animalium», был удостоен степени магистра. В 1817 году защитил в Московском университете докторскую диссертацию: «De dolore faciei» и получил степень доктора медицины.
Преподавал в Московском университете в 1817—1819 годах: читал лекции по анатомии и учение о мокротных сумочках (de bursis mucosis) по руководству Мухина. Секретарь совета медицинского факультета (1819). Кроме диссертаций, напечатал: «Lectio de historia naturali Mercurii, ejus proprietate et usu» (Москва, 1815).
Оставив научные занятия, служил по министерству финансов (с 1820). Поступил на службу в Московскую казённую палату по соляному отделению (1820) и вскоре (1821) получил в заведование дела хозяйственной экспедиции по части оброчных статей. С 1823 года — советник Камерной экспедиции; принимал участие в комиссии, учреждённой для приведения в известность состояния должников бывшей комиссии вспоможения разорённых. В 1824 году был утверждён советником Хозяйственного отделения (1824) и в том же году в течение 2-х месяцев занимал должность московского вице губернатора. В 1825 году назначен управляющим в Московскую складочную таможню (1825). В 1834 году назначен начальником архангельского таможенного округа, а в 1835 — начал службу чиновником для особых поручений при министерстве финансов.
В 1836 году получил назначение Симбирским вице-губернатором и исполнял в течение двух лет должность Симбирского гражданского губернатора. В 1838 году был назначен председателем комитета снабжения войск сукном в Москве. С 1839 года — председатель московского отделения мануфактурного совета. В 1830 году произведён в статские советники, в 1837 году — в действительные статские советники. Ушёл в отставку с государственной службы по состоянию здоровья в 1845 году.
Являлся членом Физико-медицинского общества, общества испытателей природы, сельского хозяйства в Москве, почётным членом общества коммерческих наук при московской практической коммерческой академии и членом-корреспондентом вольного общества любителей русской словесности в Санкт-Петербурге. Получил серебряную медаль от физико-математического факультета Казанского университета (1812) и серебряную медаль от медицинского факультета Московского университета (1814).
Награждён: орденом Святого Владимира 4-й степени (1823), орденом Святой Анны 2-й степени (1825), знаком отличия беспорочной службы за XV лет (1830), орденом Святой Анны 2-й степени, украшенного Императорской короной (1831), орденом Святого Владимира 3-й степени (1833), орденом Святого Станислава 2-й степени со звездой (1835)), знаком отличия беспорочной службы за XX лет (1835), орденом Святого Станислава 1-й степени (1839)), знаком отличия беспорочной службы за XXV лет (1835).
В московском уезде за ним числились: сельцо Стояньево (94 души) в Коломенском уезде и сельцо Соскино (56 душ) в Клинском уезде.
Умер в 1853 году. Похоронен на Ваганьковском кладбище; могила утрачена.